# 경현서원
경현서원(景賢書院)은 전라남도 나주시 노안면 영평리에 있는 서원이다. 2011년 7월 26일 나주시의 향토문화유산 제17호로 지정되었다.

## 지정 사유
경현서원은 조선유학의 정통을 대변하는 많은 인물들을 배향하던 곳으로 나주 최초의 사액서원이다. 1583년(선조 16) 나주를 중심으로 한 도내 유림들이 상소를 올려 김굉필을 배향하는 서원 건립이 허락되었다. 당시 나주목사 김성일이 적극 지원하여 이듬해인 1584년(선조 17) 나주 서문밖 대곡동(현재 경현동)에 ‘錦陽書院’으로 건립되었다. 김성일에 이어 나주목사로 부임했던 任允臣 목사 때 이 지방 유생인 나시침의 아들인 羅德峻, 羅德潤 등이 발의하여 1589년(선조 22) 鄭汝昌, 趙光祖, 李彦迪, 李滉 등 4위를 배향하여 五賢祠가 되었다. 정유재란 때 소실되었다가 나주목사로 부임한 睦長欽이 전라도관찰사 박승종의 후원과 뜻있는 사림과 협력하여 1608년(광해군 원년) 중건하였고, 1609년(광해군 1)에는 호남유생 金璇 등이 사액을 청하는 상소를 올려 '景賢'이란 액호를 하사받았다. 그후 1693년(숙종 19)에는 高峰 奇大升, 鶴峰 金誠一을 추배하여 모두 7위를 제향하게 되었다. 경현서원은 16~17세기 나주지역 사족동향과 서원향전, 을미옥사의 발생원인과 전개과정을 보여주는 중요한 유적이다. 문중서원이 아니라 나주지역의 역사와 밀접한 관련을 갖는 사액서원이라는 점에서 주목되고 역사적 가치가 높다.